# Klöckner & Co
Klöckner & Co SE (a menudo abreviada como KlöCo) es una empresa cotizada especializada en la distribución independiente de acero y metal. Con sede en Duisburg, Alemania, su actividad principal es la venta de acero y metales no ferrosos a través de una red de distribución que abarca más de 150 emplazamientos en 13 países y da servicio a más de 100.000 clientes.

## Estructura corporativa
Klöckner & Co es un consorcio internacional con presencia en 13 países. El Consejo de Administración y las unidades centrales de este holding con sede en Duisburg definen y controlan las actividades de negocio, y las filiales se encargan de ejecutarlas.
El Grupo Klöckner & Co está formado por las siguientes sociedades:
- Kloeckner Metals Belgium NV (Bélgica)
- Kloeckner Metals Brasil Ltda. (Brasil)
- Klöckner & Co Deutschland GmbH (Alemania)
- Becker Stahl-Service GmbH (Alemania)
- kloeckner.i GmbH (Alemania)
- kloeckner.v GmbH (Alemania)
- Klöckner Shared Services GmbH (Alemania)
- Kloeckner Metals France Holdings S.A.S. (Francia)
- Kloeckner Metals UK Holdings Limited (Gran Bretaña)
- Kloeckner Metals Corporation (México)
- Kloeckner Metals Nederland B.V. (Países Bajos)
- Kloeckner Metals Austria (Austria)
- ODS Saudi Arabia (Arabia Saudita)
- Debrunner Koenig Holding AG (Suiza)
- Bewetec AG (Suiza)
- ODS Asia Pacific (Singapur)
- Kloeckner Metals Corporation (EE. UU.)
- ODS Middle East (Emiratos Árabes Unidos)

## Modelo de negocio
La cadena de creación de valor del Grupo Klöckner & Co abarca desde el aprovisionamiento hasta la venta y la distribución, pasando por el almacenamiento y la prestación de numerosos servicios. La empresa ofrece asimismo a sus clientes servicios de asesoramiento para cuestiones relacionadas con la logística, la gestión de almacenes y la preparación de piezas. Klöckner & Co no depende de ningún productor ni fabricante concreto.
La cartera de clientes de Klöckner & Co incluye desde pequeñas y medianas empresas hasta grupos multinacionales, procedentes en su mayoría del sector de la construcción y de la fabricación de maquinaria y equipos. También suministra piezas brutas a la industria automovilística, naval y de bienes de consumo. El Grupo obtiene alrededor de tres cuartas partes de su volumen de negocio fuera de Alemania.

## Mercado y competencia
Los principales competidores de Klöckner & Co en el mercado norteamericano son Reliance Steel & Aluminum Co. (EE. UU.), Ryerson Inc. (EE. UU.) y Russel Metals Inc. (Canadá). En el mercado europeo son BE Group (Suecia) y las divisiones de distribución de las compañías siderúrgicas Salzgitter AG (Alemania), Tata Steel (Reino Unido), ArcelorMittal (Países Bajos) y ThyssenKrupp (Alemania).

## Productos y servicios
La gama de productos de Klöckner & Co consta de las siguientes categorías: producto largo (perfiles estructurales para el sector de la construcción), producto plano (chapas para fabricantes de maquinaria), perfiles huecos (estructurales), aceros inoxidables y de calidad (perfiles macizos redondos altamente aleados para el mecanizado), aluminio (perfiles macizos de aluminio para instalaciones de proceso) y productos especiales (plásticos, accesorios y ferretería). En total, Klöckner & Co ofrece más de 200.000 productos.
Aparte de materiales sin mecanizar y piezas brutas, Klöckner & Co ofrece servicios tales como el corte y cizallado de pletinas, el recorte, oxicorte o el acabado superficial.

## Historia
El 28 de junio de 1906 el comerciante Peter Klöckner fundó en la localidad alemana de Duisburg la empresa mercantil Klöckner & Co, que pronto se convertiría en una de las empresas distribuidoras de acero más grandes de Alemania, con numerosas delegaciones y una extensa gama de productos. Las actividades comerciales impulsaron la expansión industrial de la empresa hasta convertirla en un auténtico imperio de plantas metalúrgicas, fundiciones y fábricas, del cual surgirían más adelante las dos grandes sociedades Klöckner-Werke AG y Klöckner-Humboldt-Deutz AG. La empresa abrió delegaciones desde el mismo momento de su fundación en 1906, por lo que pronto contó con una extensa red comercial que cubría todo el territorio alemán.

### Los inicios
Cuando Peter Klöckner, nacido en 1863 en la ciudad alemana de Coblenza, fundó su empresa, llevaba ya 24 años trabajando en el sector del acero y el metal. Conocido en el sector por sus actividades inversoras y de saneamiento de empresas, en 1906 realizó con Klöckner & Co un movimiento estratégico para aprovechar el floreciente negocio del comercio del metal y del acero. Klöckner aplicó desde el principio prácticas empresariales pioneras, como la adquisición de empresas y, sobre todo, las políticas específicas de expansión. Sin ir más lejos, el mismo año de la fundación de la empresa abría ya en Colonia y Düsseldorf sendas oficinas comerciales.

### El negocio se expande
En 1907 Klöckner abrió delegaciones en Berlín y Magdeburg, a las cuales siguieron Hamburgo y Dresde en 1909. En 1911 Klöckner ponía un pie en el suroeste de Alemania con su oficina de Mannheim y establecía una conexión con el centro de producción de Knutange. En pocos años la red comercial de Klöckner había alcanzado tales dimensiones que para dirigirla eficazmente ya no bastaba en modo alguno el clásico sistema patriarcal aplicado hasta el momento. Por ello, se decidió dotar a las delegaciones de personalidad jurídica propia y de autonomía operativa bajo el mando de sus propios gestores y administradores. Por esta época la empresa opera en numerosos segmentos de mercado: además de comerciar con arrabio y producir acero, Klöckner & Co entra en el comercio de la mena y en la industria transformadora de materias primas.

### Nuevas ramas de negocio
Con la entrada de las fábricas de Troisdorf y Düsseldorf en la órbita del grupo, en 1912 las actividades de Klöckner cubren ya toda la cadena de producción industrial: desde la extracción de mena hasta la fabricación de alambres y maquinaria. La sociedad comercial actúa como nexo de unión de todas las empresas que conforman el entramado empresarial. En 1913 la compañía entra en el lucrativo negocio del comercio de chatarra.

### La Primera Guerra Mundial
Justo cuando la empresa se encuentra en la cima del éxito, un terrible acontecimiento trunca su trayectoria: el 1 de agosto de 1914 el Imperio alemán declara la guerra a Rusia. La guerra deja a todas las industrias en una situación maltrecha, sobre todo por la llamada a filas de los obreros, un problema que también afecta, y mucho, a Peter Klöckner. La planta de Knutange, por ejemplo, se ve obligada a reducir drásticamente su producción durante la guerra porque muchos de los trabajadores italianos y polacos regresan a sus países de origen. A pesar de todos estos reveses, Peter Klöckner siguió trabajando duro para sacar adelante la gran empresa de su vida, también durante los períodos de guerra.

### Expansión en plena crisis
Durante el período de crisis económica que siguió a la Primera Guerra Mundial Klöckner & Co amplió sus áreas de actividad para compensar las pérdidas registradas en el negocio del acero, incrementando de este modo su cifra de negocios y consolidándose en el mercado. El comercio de chatarra se encontraba en pleno auge, y los entibos, el carbón y los productos químicos se convirtieron en otra lucrativa fuente de ingresos. Durante los años veinte y treinta la sociedad comercial traspasó las fronteras de Alemania y abrió sus primeras oficinas en Europa, Sudamérica y Norteamérica. Para ello, creó un departamento internacional y amplió su cartera de productos, convirtiéndose de este modo en una compañía distribuidora de ámbito mundial. La partición en dos de la compañía, Klöckner-Werke AG por un lado y Klöckner & Co por el otro, reforzó la independencia de la división comercial.
En diciembre de 1936 la exitosa carrera de Peter Klöckner se vio truncada por la repentina muerte en un accidente de tráfico de su único hijo y más que probable sucesor, Waldemar. En su lugar tomó las riendas de la empresa otro miembro de la familia, Günter Henle, esposo de la hijastra de Peter Klöckner.

### En las garras de la política
Tras la muerte de Peter Klöckner el 5 de octubre de 1940, Günter Henle asumió la dirección de la compañía. Sin embargo, en su condición de empresa estratégica clave para la industria armamentística alemana, las plantas de producción de Klöckner pronto quedaron bajo el mando de los nacionalsocialistas, quienes en 1942 decidieron destituir a Henle. Eran tiempos convulsos, y tras una breve huida a Berlín, Henle regresó y se puso al frente de Klöckner & Co. La división comercial pudo mantener durante el régimen nazi una relativa independencia, aunque naturalmente el comercio se desarrollaba dentro de un marco de excepcionalidad (véase también Economía de guerra).

### Un nuevo comienzo dentro del "milagro económico alemán"
Cuando acabó la guerra el control del Grupo Klöckner quedó en manos de los aliados, cuya intención inicial era reestructurarlo y desmembrarlo. Sin embargo, la elevada demanda mundial de hierro y acero hizo que las actividades tanto comerciales como industriales de Klöckner & Co se reencontraran con la senda del crecimiento de forma extraordinariamente rápida. Tras la escisión jurídica de Klöckner-Werke AG y Klöckner-Humboldt-Deutz AG en la década de los cincuenta, Klöckner & Co diversificó ampliamente sus actividades comerciales. La venta de acero en Alemania durante la época conocida como el "milagro económico alemán" reportó a la empresa grandes beneficios, al tiempo que las delegaciones en el extranjero potenciaban el negocio internacional. La compañía aprovechó también la coyuntura favorable para entrar en otros mercados, como el del plástico, el fueloil, la industria naval o los quemadores para hornos y calefacciones.

### Internacionalización
Tras el milagro económico, Klöckner hizo frente a los cambios profundos que se produjeron en el mercado del acero ofreciendo más servicios, reorganizando sus almacenes y ampliando sus operaciones comerciales a nivel internacional. Además de centrarse en su negocio clave, la venta de acero, el Grupo reforzó sus otras áreas comerciales y entró en nuevos segmentos de mercado. Esta estrategia de diversificación e internacionalización garantizó el éxito sostenido de la empresa durante dos décadas y resistió los altibajos que caracterizaron los años setenta y ochenta. El estrepitoso fracaso a finales de los ochenta de una operación a plazo relacionada con el petróleo dejó a la empresa sumida en una crisis existencial. Las pérdidas especulativas fueron tales que la empresa se quedó completamente descapitalizada. La "debacle petrolera" costó a la empresa 600 millones de los antiguos marcos alemanes. Peter Henle, responsable de esta área de negocio, asumió todas las consecuencias y dimitió de su cargo.
Afortunadamente, la compañía pudo evitar la quiebra gracias a la ayuda del Deutsche Bank, que puso sobre la mesa 400 millones de marcos para cubrir las pérdidas. Klöckner necesitaba una reestructuración integral, por lo que el Deutsche Bank asumió el control y transformó la compañía en una sociedad anónima. Con ello, Klöckner dejaba de ser una empresa familiar después de más de 80 años. En el marco del rescate la compañía pasó a manos del consorcio internacional VIAG, que durante la década de los noventa la convirtió en una moderna empresa distribuidora especializada en las industrias química, textil y del acero, así como en los sectores de los componentes informáticos y las construcciones móviles, entre otros. Fue en esta época cuando Klöckner amplió sistemáticamente su presencia en el mercado mundial del acero.

### Concentración en la competencia clave
En la primavera de 1997 Klöckner anunció la decisión de concentrarse en su negocio clave, el comercio de acero y metal. Para que este cambio se reflejara también en la imagen corporativa se diseñó un nuevo logotipo —el actual perro de Klöckner & Co— y un nuevo eslogan —"multi metal distribution"—.
En el marco de esta reorientación estratégica Klöckner amplió su negocio de distribución almacenista de acero en Europa, al tiempo que empezó a vender las actividades no relacionadas con esta competencia clave. En 1997 Klöckner & Co escindió el área textil de la compañía y la transfirió para su posterior venta a una sociedad participada no consolidada dentro del Grupo. A finales de año el Grupo cedió a la socia mayoritaria la participación restante que le quedaba en Thyssen Klöckner Recycling GmbH. A principios de 1998 le siguió la venta de Klöckner Chemiehandel GmbH. Computer 2000 AG cambió de propietario en el verano de 1998, vendiéndose a la compañía estadounidense Tech Data Corporation. Conforme al nuevo modelo de negocio, en el verano de 1998 Klöckner abandonó asimismo Röder Zeltsysteme und Service AG. Casi al mismo tiempo la compañía cedió también a la socia mayoritaria la participación de capital que tenía en Klöckner Industrie-Anlagen GmbH (INA).
De esta forma, en tan solo 15 meses Klöckner se reestructuró por completo y dejó de ser un grupo diversificado para convertirse en un distribuidor de acero y metal puro y duro. En términos de cifras de ventas, esto significó una reducción del volumen de negocio desde los 18.600 millones de marcos alemanes de 1997 a los 9.500 millones de 1998. La plantilla pasó de 14.655 a 10.752 empleados.
En otoño de 1998 VIAG, la entonces sociedad matriz de la compañía, comunicó que a medio plazo quería prescindir de la compañía distribuidora de acero con sede en Duisburg. En 2001 Klöckner & Co fue vendida a Balli Group, una compañía británica distribuidora de materiales. Klöckner tenía en esos momentos una plantilla de 10.000 trabajadores y registraba una cifra de ventas anual de 4.800 millones de euros. Los dos propietarios iraníes de Balli Group, Hassan Alaghband y Vahid Alaghband, admitieron que para financiar el elevado precio de compra de alrededor de 1.100 millones de euros habían retirado, con anterioridad a la operación, 47,5 millones de euros de las cuentas de Klöckner & Co. Anteriormente se había hablado de que habían salido 120 millones de euros de las cuentas de Klöckner & Co con destino a Suiza. Los hermanos fueron condenados respectivamente a un año y medio de prisión con suspensión condicional de la condena y a multas de entre 1,75 millones de euros y 2,25 millones de euros por malversación de fondos e inducción a la malversación de fondos. En el proceso judicial los dos propietarios denunciaron que el WestLB, conociendo los problemas financieros de Balli, les había denegado un crédito de 150 millones de euros para ejecutar así un derecho de prenda sobre las acciones de Klöckner y obtener pingües beneficios.
Dos años después de su adquisición Balli vendió al WestLB el 94,5 % de la compañía distribuidora de acero y metal, y el 5,1 % al Hamburgische Landesbank. Con el cambio de propietarios se produjo también un cambio en el máximo órgano de dirección del Grupo. El nuevo presidente del Consejo de Administración pasó a ser el Dr. Thomas Ludwig, que ya había sido miembro del Consejo de Administración de Klöckner & Co entre 1991 y 1995. Bajo su dirección se reanudó la expansión estratégica de la compañía.

### Salida a bolsa
En el año 2005 Klöckner fue vendida a la compañía estadounidense de capital riesgo Lindsay Goldberg & Bessemer (LGB), que sacó finalmente la compañía a bolsa en junio de 2006. En octubre del mismo año dejó también de ostentar la condición de accionista mayoritario. En estos momentos el capital social de la compañía se encuentra en manos de un amplio número de accionistas (fecha: agosto de 2011).
Las acciones se encuentran admitidas a negociación en el mercado regulado de la Bolsa de Valores de Fráncfort, estando sujetas a determinadas obligaciones por cotizar en bolsa (Prime Standard). El 29 de enero de 2007 la acción de Klöckner & Co pasó a cotizar en el índice MDAX de la Deutsche Börse. Desde el 21 de marzo de 2016 la acción cotiza en el índice SDAX, lo que convierte a Klöckner & Co en una de las 160 compañías cotizadas más grandes de Alemania. Entretanto, el 62 % de las acciones están en manos de inversores institucionales identificados, que constituyen el grupo de accionistas mayoritario. Se trata principalmente de entidades alemanas y estadounidenses. Los inversores particulares poseen alrededor del 27 % de las acciones.

### Estrategia expansiva de adquisiciones
Desde que saliera a bolsa en el año 2006 Klöckner & Co ha apostado por una estrategia de crecimiento a base de adquisiciones, que hasta la fecha ha supuesto la compra de 26 empresas. Con ello Klöckner & Co ha entrado en el grupo de las 80 mayores compañías cotizadas de Alemania. En abril de 2007 Klöckner anunciaba la compra de la distribuidora de acero Primary Steel a través de su filial estadounidense Namasco, lo cual contribuyó a incrementar aún más —alrededor de un 60 %— la cifra de negocios en el mercado norteamericano.
En abril de 2008 Ulrich Becker entra en el Consejo de Administración como responsable de las actividades operativas del Grupo en Europa, del negocio de Klöckner Global Sourcing y de las áreas de logística, gestión de procesos y gestión internacional de producto. Poco después, en agosto de 2008, la sociedad se transforma en una societas europaea para convertirse en Klöckner & Co SE.
Como respuesta a la creciente crisis económica que había estallado en 2007, el Grupo implantó en octubre de 2008 un programa de medidas urgentes denominado "Wave 1". Este contemplaba la suspensión temporal de las adquisiciones, la reducción de costes y del nivel de endeudamiento y el aseguramiento de la financiación del Grupo. En marzo de 2009 se puso en marcha un segundo paquete de medidas urgentes, el "Wave 2". En junio de 2009 la empresa emitió obligaciones convertibles —a las cuales siguió una ampliación de capital— con el fin de poder reanudar la estrategia de adquisiciones iniciada con la salida a bolsa de la empresa en el año 2006.
En noviembre de 2009 Gisbert Rühl sustituyó a Thomas Ludwig al frente del Consejo de Administración de Klöckner & Co, donde compagina su cargo de presidente (CEO) con el de director de finanzas del Grupo (CFO). Diez días después de la incorporación de Gisbert Rühl Klöckner firmaba un precontrato de compra para la adquisición del grupo Becker Stahl-Service (BSS). La compra en enero de 2010 de la sociedad Bläsi AG y el cierre exitoso de la operación de compra de BSS anunciado por el Consejo de Administración de Klöckner & Co el 1 de marzo de ese mismo año suponían la reanudación de la estrategia de adquisiciones que la compañía había paralizado temporalmente a causa de la crisis económica y financiera mundial.
En abril de 2011 Klöckner se hacía con el control de Macsteel Service Centers USA, y en mayo de 2011 hacía lo propio con Frefer, el tercer distribuidor independiente de metal y acero más grande de Brasil. Aproximadamente un mes más tarde, en junio de 2011, Klöckner lanzaba otra ampliación de capital. Con la emisión de 33.250.000 nuevas acciones el Grupo consiguió alrededor de 516 millones de euros de fondos netos, que serán utilizados principalmente para seguir impulsando la estrategia de crecimiento "Klöckner & Co 2020". A finales de 2011 abría sus puertas la filial Kloeckner Metals (Changshu) Co., Ltd., el primer centro de servicios del Grupo para la industria del acero en China. Emplazado en la próspera ciudad de Changshu, al este del país, está cerca de la metrópoli de Shanghái y de las provincias de Shandong, Zhejiang, Jiangsu y Anhui. Kloeckner Metals abastece principalmente a las empresas europeas fabricantes de maquinaria y equipos que se han instalado en los alrededores de Changshu.
Ante la ralentización de la demanda de acero en Europa y las perspectivas coyunturales inciertas, en otoño de 2011 Klöckner presentó un plan de reestructuración integral que supuso la venta o cierre de 70 emplazamientos y la reducción de la plantilla en alrededor de 2.200 trabajadores. A finales de 2013 la empresa dio por concluido el plan de reestructuración, según comunicaba el presidente del Consejo de Administración, Gisbert Rühl, en la rueda de prensa de presentación de los resultados del ejercicio del 6 de marzo de 2014.

### Digitalización
En el marco de su estrategia de crecimiento al largo plazo, Klöckner & Co se ha fijado el objetivo de digitalizar todos los procesos de su cadena de suministro. Y para ello, a finales de 2014 creaba el centro de competencia "kloeckner.i", que agrupa bajo un mismo techo todos los proyectos de digitalización del Grupo. Las oficinas de la nueva sociedad se encuentran situadas en uno de los centros neurálgicos del emprendimiento y de mayor concentración de start-ups de Berlín. En kloeckner.i trabajan más de 80 empleadas y empleados en las áreas de innovación de producto, desarrollo de software, marketing en línea y Business Analytics. El Grupo pone a disposición de los clientes diversas herramientas digitales como plataformas de contratación, tiendas en línea o resúmenes de pedidos y una plataforma de servicios. Al automatizar los procesos centrales, Klöckner & Co se convertirá en una empresa plataforma. Además de crear sus propios servicios digitales, Klöckner & Co está invirtiendo en nuevas empresas a través de la empresa de riesgo kloeckner.v.

## Distinciones
- "Top Company" y "Open Company" de Kununu: Klöckner & Co SE ha recibido por parte del portal de valoración de empleadores Kununu los sellos de calidad "Top Company" en la categoría de empleadores bien valorados y "Open Company" por su interacción proactiva con kununu.com.[17]
- Frauen-Karriere-Index (índice de altos cargos ocupados por mujeres): Klöckner & Co SE ocupó el octavo puesto de este índice de un total de 160 empresas participantes en el año 2018. El índice se basa en cifras objetivas sobre la presencia de mujeres en cargos directivos en igualdad de derechos.[18]
- "Fair Company": Klöckner & Co SE recibió el sello de calidad de la iniciativa de empresas empleadoras "Fair Company" por el trato responsable y justo profesado a los empleados en prácticas.